# Džang Linli
Džang Linli (kitajsko: 张林丽; pinjin: Zhang Linli), kitajska atletinja, * 6. marec 1973, Šenjang, Ljudska republika Kitajska.
Ni nastopila na poletnih olimpijskih igrah. Na svetovnih prvenstvi je leta 1993 osvojila srebrno medaljo v teku na 3000 m, ko tudi na azijskih prvenstvih istega leta. 12. septembra 1993 je postavila svetovni rekord v teku na 3000 m s časom 8:22,06, ki ga je še isti dan prevzela aktualna rekorderka Vang Džunšia.